# 里昂植物園

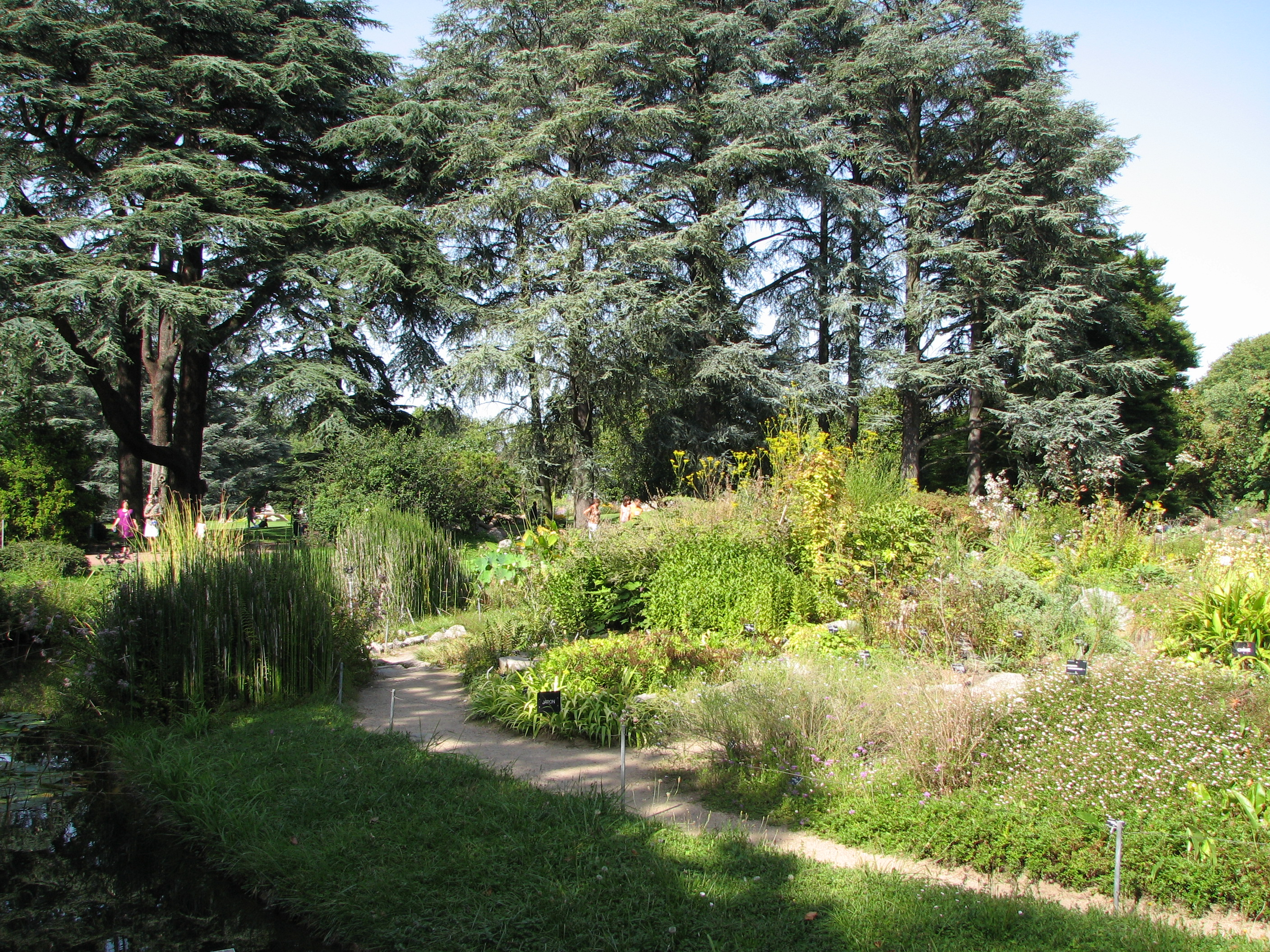
里昂植物園

里昂植物園（法語：Jardin botanique de Lyon）是位於法國里昂的一座植物園。每週一至週五開放，免費入園。植物園成立於1857年，但其前身的歷史可以追溯至1796年。 里昂植物園是法國規模最大的都市植物園之一，種植有約15,000種植物。